# Ragged Glory
Ragged Glory es el vigésimo álbum de estudio del músico canadiense Neil Young, publicado en 1990.
El álbum, el primero que Young grabó con el grupo Crazy Horse desde el lanzamiento de Life, revisita el hard rock de álbumes como Everybody Knows This Is Nowhere y Zuma. Las dos primeras canciones son temas que el grupo interpretó a menudo en la década de 1970, siendo «Country Home» un tema recurrente en la gira de 1976. Por otra parte, «Farmer John» es una versión de un tema compuesto por el dúo de R&B Don and Dewey y también interpretada por la banda The Premiers. Young desveló que el tema «Days That Used to Be» está inspirado en la canción de Bob Dylan «My Back Pages». 
Además de las canciones incluidas en el álbum, las sesiones de grabación de Raggeg Glory también dieron origen a canciones como «Don't Spook the Horse», publicada como cara B del sencillo «Mansion on the Hill», e «Interstate», publicada en la edición en vinilo del álbum Broken Arrow y en sencillo «Big Time».
«F*!#in' Up» es frecuentemente versionada por la banda Pearl Jam en directo y fue interpretada por Bush en el Festival de Woodstock 1999.

## Recepción
Tras su publicación, Ragged Glory obtuvo buenas reseñas de la crítica musical. Kurt Loder, en la revista Rolling Stone, calificó el álbum como «un monumento al espíritu del garage - al propósito de la pasión por encima de la precisión». Además, fue votado álbum del año en la encuesta anual Pazz & Jop, elaborada por críticos para la revista The Village Voice, y figura en el puesto 77 de la lista de mejores discos de la década de 1990, elaborada por la revista Rolling Stone.
A nivel comercial, Ragged Glory alcanzó el puesto 31 en la lista estadounidense Billboard 200 y el 15 en la lista británica UK Albums Chart. En Canadá, el álbum llegó al puesto 20 de la lista Canadian Albums Chart. Por otra parte, el primer sencillo, «Mansion on the Hill», llegó al puesto tres de la lista Mainstream Rock Tracks.

## Lista de canciones
Todas las canciones escritas y compuestas por Neil Young excepto donde se anota. 
| N.º | Título                          | Escritor(es)            | Duración |  |
| 1.  | «Country Home»                  |                         | 7:05     |  |
| 2.  | «White Line»                    |                         | 2:57     |  |
| 3.  | «Fuckin' Up»                    |                         | 5:54     |  |
| 4.  | «Over and Over»                 |                         | 8:28     |  |
| 5.  | «Love to Burn»                  |                         | 10:00    |  |
| 6.  | «Farmer John»                   | Don Harris, Dewey Terry | 4:14     |  |
| 7.  | «Mansion on the Hill»           |                         | 4:48     |  |
| 8.  | «Days That Used to Be»          |                         | 3:42     |  |
| 9.  | «Love and Only Love»            |                         | 10:18    |  |
| 10. | «Mother Earth (Natural Anthem)» |                         | 5:11     |  |

## Personal
- Neil Young: guitarra y voz
- Frank Sampedro: guitarra y coros
- Billy Talbot: bajo y coros
- Ralph Molina: batería y coros

## Posición en listas
| País           | Lista                      | Posición |
| -------------- | -------------------------- | -------- |
| Alemania       | Media Control Top-50 Chart | 42       |
| Canadá         | Canadian Albums Chart      | 20       |
| Estados Unidos | Billboard 200              | 31       |
| Noruega        | VG-lista Albums Chart      | 13       |
| Nueva Zelanda  | New Zealand Albums Chart   | 22       |
| Reino Unido    | UK Albums Chart            | 15       |
| Países Bajos   | Mega Album Top 100         | 19       |
| Suecia         | Albums Top 60              | 25       |
| Suiza          | Hit Parade Albums Top 100  | 38       |

| Sencillo              | Lista                  | Posición más alta |
| --------------------- | ---------------------- | ----------------- |
| «Mansion on the Hill» | Mainstream Rock Tracks | 3                 |
| «Over and Over»       | Mainstream Rock Tracks | 33                |

## Certificaciones
| Fecha               | País   | Organismo certificador | Certificación | Ventas certificadas |
| ------------------- | ------ | ---------------------- | ------------- | ------------------- |
| 30 de enero de 1991 | Canadá | CRIA                   | Oro           | 50 000              |